# Monts Kongō
Pour les articles homonymes, voir Kongō.

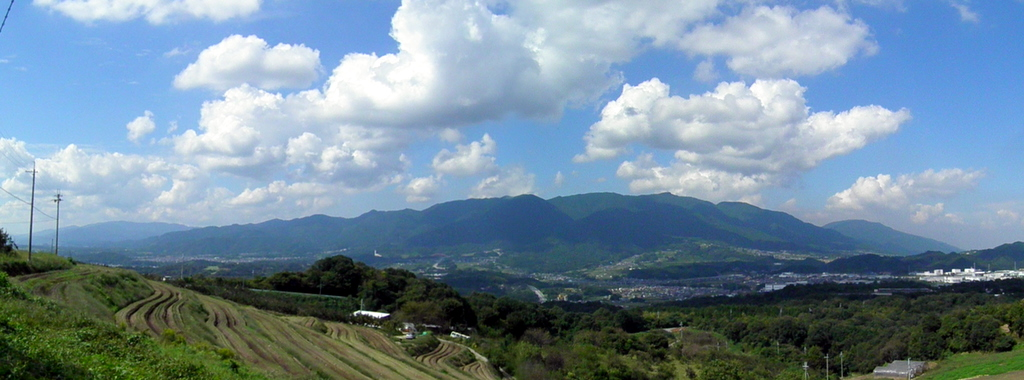
Vue des monts Kongō depuis Gojō. Les monts Izumi se trouvent sur la gauche à l'arrière-plan.

Les monts Kongō (金剛山地, Kongō Sanchi) sont un massif montagneux qui s'étend principalement à travers les préfectures de Nara et Osaka sur l'île de Honshū dans le sud-ouest du centre du Japon. La chaîne sépare la plaine d'Osaka du bassin de Nara (奈良盆地) et forme une limite naturelle entre ces préfectures. Le sommet le plus important est le mont Kongō dans le parc quasi national de Kongō-Ikoma-Kisen.

## Géographie
Les monts Kongō font environ 24 km de long, de la Yamato-gawa au nord à la Kino-gawa au sud. D'est en ouest, leur largeur moyenne est de 5 km. Les sommets du massif s'élèvent jusqu'à 1 125 m d'altitude. Au col de Chihaya, la ligne de crête s'infléchit vers l'ouest et les monts Izumi commencent à ce point pour s'étendre le long de la frontière entre les préfectures d'Osaka et Wakayama.

### Sommets par altitude
- le mont Kongō, 1 125 m[1]
- le mont Yamato Katsuragi, 959 m
- le mont Izumi Katsuragi, 958 m
- le mont Naka Katsuragi, 938 m
- le mont Iwahashi, 659 m
- le mont Nijō compte deux pics :
  - Odake, 517 m[2].
  - le Medake, 474 m[2].
- le mont Myōjin, 274 m